# Casearia monticola
Casearia monticola är en videväxtart som beskrevs av Herman Otto Sleumer. Casearia monticola ingår i släktet Casearia och familjen videväxter. Inga underarter finns listade i Catalogue of Life.